# Пефкакія (станція метро)
«Пефкакія» (грец. Πευκακίων) — станція Афінського метрополітену, в складі Афіно-Пірейської залізниці. Розташована на відстані 17 231 метра від станції метро «Пірей». Як станція метро була відкрита 5 липня 1956 року. На станції заставлено тактильне покриття.